# Wirtschaftssoziologie
Wirtschaftssoziologie ist eine spezielle Soziologie. Sie befasst sich mit der soziologischen Analyse von ökonomischen Phänomenen im gesellschaftlichen Zusammenhang.

## Geschichte und Entwicklung der Wirtschaftssoziologie

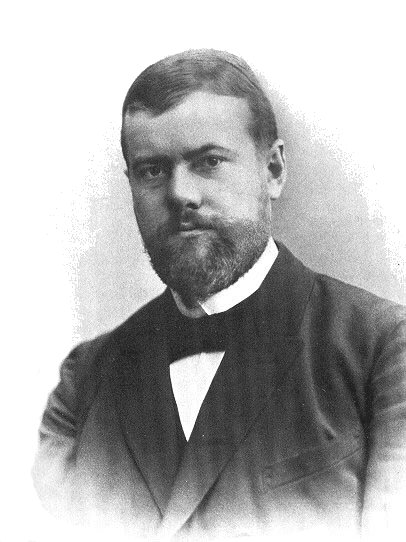
Max Weber (1894)

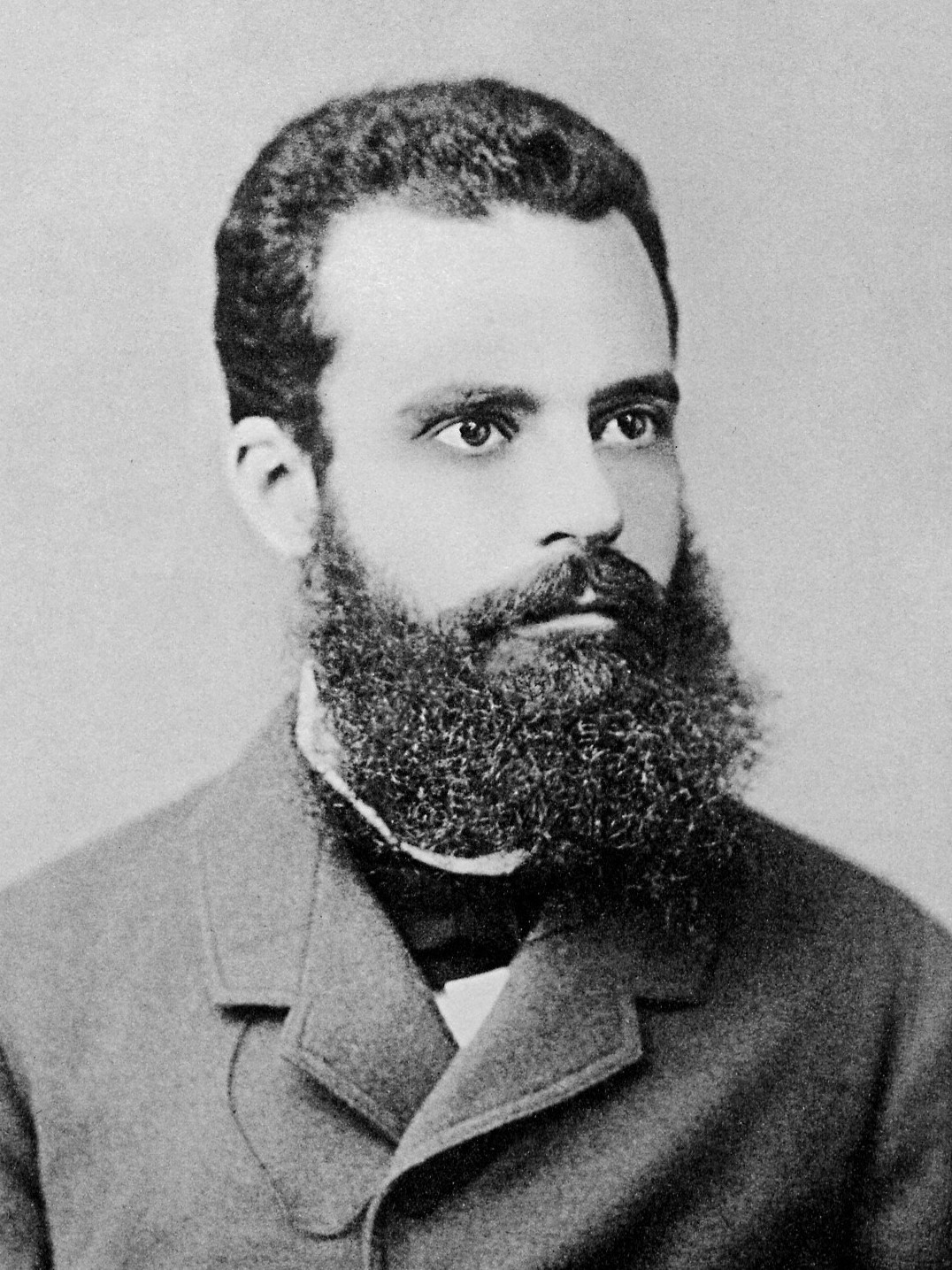
Vilfredo Pareto

Die Politik sowie die Nikomachische Ethik von Aristoteles sind die ersten uns bekannten systematische Darstellungen einer einheitlichen Sozialwissenschaft. Deren Hauptinteresse liegt auf dem Gebiet der politischen Soziologie, welcher Wirtschaftssoziologie und Wirtschaftslehre untergeordnet werden.
Für Vilfredo Pareto, Ferdinand Tönnies, Émile Durkheim, Georg Simmel oder Max Weber, die zu den „soziologischen Klassikern“ zählen, gehören Verstehen und Erklären wirtschaftlicher Tatbestände und Zusammenhänge zur wissenschaftlichen Aufgabe der Soziologie. Besonders die Frage nach dem Charakter, den kausalen Ursachen und den gesellschaftlichen Folgen der modernen kapitalistischen Wirtschaftsform steht im Zentrum vieler Werke der klassischen Soziologie. Wirtschaftliches Handeln wird dabei als eine besondere Form des sozialen Handelns angesehen. Dies ermöglicht es, wirtschaftliches Tun als Ergebnis gesellschaftlicher Aggregations- und Konstruktionsprozesse zu interpretieren.
Aus mehreren Gründen differenzierte sich das Fach Nationalökonomie in der ersten Hälfte des 20. Jahrhunderts zunehmend in
- die Wirtschaftswissenschaften (Volkswirtschaftslehre und Betriebswirtschaftslehre) und in
- die Soziologie.

Einen Nebenstrang hierzu bildeten
- die Staatswissenschaften und die Finanzwissenschaft sowie
- die Finanzsoziologie (Rudolf Goldscheid, Fritz Karl Mann, Joseph Schumpeter).

Ein Hauptgrund für die Trennung von Nationalökonomie und Soziologie ist die Herausbildung einer „reinen Ökonomie“, die sich auf eine „exakte“ Modellbildung beschränkte, die sich mathematischer Funktionen bediente. Den Boden für eine solche der Form nach mathematische Analyse war durch William Stanley Jevons, Carl Menger und Léon Walras bereitet worden. Im Verein für Socialpolitik kam es darüber zu dem sogenannten Methodenstreit mit Vertretern einer historisch orientierten Nationalökonomie. Darauf kam es im sogenannten Werturteilsstreit zu einer weiteren Kontroverse um die Frage, inwieweit es zur Aufgabe von Wissenschaft gehören sollte, Werturteile zu fällen, etwa in sozialpolitischen Fragen. In den 1920er Jahren hat sich dann innerhalb der Volkswirtschaftslehre die theoretische Ökonomie mit ihrer der mathematischen Betrachtungsweise weitgehend durchgesetzt. Zu deren Ergänzung hielt Schumpeter dann die Wirtschaftssoziologie als eine stilisierte Geschichte der wirtschaftlichen Institutionen für sinnvoll.
Aber auch in der Soziologie selbst lässt sich diese Abscheidung beobachten. Talcott Parsons kritisierte das individuell - utilitaristische Handlungsmodell der Ökonomen und klassifiziert in seiner Handlungs- und Systemtheorie den ökonomischen Bereich als eines der wesentlichen Teilsysteme der Gesellschaft.
Die Kritische Theorie bezieht sich zwar auf die Folgen der kapitalistischen Wirtschaftsweise, arbeitet aber zumeist kultursoziologisch, ohne die Wirtschaftsabläufe selbst in den Blick zu nehmen. Insbesondere die Industrie- und die Organisationssoziologie bemüht sich um einen integrierten Blick von Soziologie und Wirtschaftswissenschaft. Dabei stehen allerdings vor allem die innerbetrieblichen Abläufe sowie die Mikroanalysen der Arbeitsverhältnisse und -bedingungen in der Produktion im Vordergrund der Betrachtung. Mit der Auswanderung der deutschen Soziologie aus den Wirtschafts- und Sozialwissenschaftlichen in die Philosophischen Fakultäten und Fachbereiche gibt es immer weniger soziologischen Nachwuchs mit wirtschaftswissenschaftlichen und -rechtlichen Kenntnissen. Zu den Professoren, die sich mit soziologisch-ökonomischen Fragen auseinandersetzen gehört Sighard Neckel, ein Soziologe, der seit 2016 an der Universität Hamburg lehrt.
Richard Swedberg bündelt und hält die in vielen Richtungen forschende Wirtschaftssoziologie zusammen und trägt damit maßgeblich zur Ordnung und Strukturierung der verschiedenen Forschungsrichtungen der Wirtschaftssoziologie und ihrer Ergebnissen bei. Sich selbst sieht Swedberg als ein Vertreter der Weberschen „verstehenden Wirtschaftssoziologie“, die am Interessenkonzept festhält. Swedberg schafft mit seinem „Handbook of Economic Sociology“ die Grundlage und ein international anerkanntes Standardwerk der Wirtschaftssoziologie.
Die Wirtschaftssoziologie als Teildisziplin (oder „Bindestrichsoziologie“) ist ein wichtiger Forschungsbereich der Soziologie als Wissenschaft in der modernen, globalisierten Gesellschaft. Max Weber, ein bedeutender Gründungsvater der Soziologie befasste sich im späten 19. und frühen 20. Jahrhundert mit den Auswirkungen der Ökonomie auf die Gesellschaft. Zu Webers Standardwerken zählt das Buch Wirtschaft und Gesellschaft, das durch vergleichende Analysen einen Grundstein für weitere wirtschafts- und herrschaftssoziologische Forschung gelegt hat. Weber vertritt das 'Interessenkonzept', das Akteure als Tauschpartner ansieht, die rational handeln, um den eigenen Nutzen zu maximieren. Hierfür konzipierte Weber die Idealtypen des zweckrationalen und wertrationalen Handelns (siehe Soziales Handeln). Auf diese Vorstellung stützt sich auch die ökonomische Forschung, deren neoklassischer Zweig den Menschen als Homo oeconomicus betrachtet.
Der Ökonom Alfred Marshall gilt neben Weber als ein weiterer Begründer der frühen Wirtschaftssoziologie. In seinen Hauptwerken „Principles of Economy“ (1920) und „Industry and Trade“ (1919) befasst sich Marshall mit der Untersuchung von Industriedistrikten in Sheffield / England und Solingen / Deutschland, die er als Organisationsform der Produktion durch das allgemeine Kapitalismusmodell betrachtet. Ergebnisse seiner Studien sind, dass es vorteilhaft für Industrien sei, sich nahe an anderen Industrien anzusiedeln, und dass durch die räumliche Nähe eher Spezialisierung und Kooperation möglich wären. Marshall erweitert den Begriff des Marktes und etabliert in ökonomischer Forschung die Angebot-Nachfrage-Kurve (1890), die aufzeigt, dass bei Preisangleichung Märkte entstehen. Im Laufe seiner Forschungen jedoch verändert Marshall seine Ansichten über Märkte. Am Ende seines Schaffens beleuchtet er auch die sozialen Dimensionen von Märkten. Bei der Betrachtung von Marshalls Gesamtwerk kristallisieren sich 5 Faktoren für das Verständnis von Märkten heraus. Raum und Zeit sind wichtig für allgemein formell regulierte Märkte, formelle Regeln, informelle Regeln und Vertrautheit andererseits wichtig für spezifische, formell nicht geregelte Märkte.

## Neue Wirtschaftssoziologie
Seit den 1980er Jahren entwickelte sich die neuere Wirtschaftssoziologie mit selektiver Anknüpfung an klassische Texte von zumal (nur) noch Marx und Weber mit dem Ziel, wirtschaftliches Handeln nicht der Wirtschaftstheorie zu überlassen, sondern (wieder) in den weiteren Kontext des sozialen Handelns zu stellen und den Markt als sozialen Ort bzw. als eine von vielen gesellschaftlichen Institutionen zu begreifen. Dabei lässt sich die Kritik der Wirtschaftssoziologie auf drei zentrale Kritikpunkte an der Wirtschaftstheorie bringen, die 
1. die Handlungslogik wirtschaftlicher Akteure wie Unternehmen oder Organisationen betreffen (vgl. Homo oeconomicus), aber
2. die Ordnung des Marktes selbst oder
3. den Austausch zwischen marktlichen und staatlichen Akteuren.

Die Neue Wirtschaftssoziologie löst die neoklassische Sichtweise ab, die Märkte als „perfekte Märkte“ mit vollkommener Konkurrenz und Information beschreibt, und das Zustandekommen des Preises als ein Resultat von Angebot und Nachfrage betrachtet. Doch dem Problem der Preisbildung im Markt schenkt die Wirtschaftssoziologie seit jeher wenig Aufmerksamkeit. Laut Weber entstehen Preise durch Kampf und Kompromisse. Dieser Idee schließen sich auch Granovetter und Yakubovich (2001) an. In ihrer Studie untersuchen sie die Preisbildung in der Amerikanischen Energieversorgungsindustrie des 19. Jahrhunderts. Sie bestätigen mit der Studie Webers These, dass der Preis das Ergebnis von Machtkonstellationen sei.
Ökonomische Forschung ist bisher vornehmlich am Preisbildungsprozess interessiert gewesen, Soziologische Forschung jedoch konzentriert sich mehr auf den Markt als Institution. Markt soll dann heißen ein Ort, an dem Interessen aufeinandertreffen. Der durch den Zweiten Weltkrieg entstandene „Bruch mit der Moderne“ und die anschließenden Jahre des Aufbaus und Aufschwungs hinterlassen eine fast 50 Jahre andauernde Lücke in intensiver wirtschaftssoziologischer Forschung. Ende der 1970er Jahre dann kommt der Aufbruch der Neuen Wirtschaftssoziologie. Durch die kritische Abgrenzung zur klassischen und neoklassischen ökonomischen Wirtschaftstheorie, die einen perfekten Zustand des Marktes voraussetzt (vollständige Konkurrenz / Information), in dem rationales und von Eigennutz geprägtes Verhalten nur geringfügig von sozialen Beziehungen beeinflusst wird, entsteht die strukturale Soziologie mit einer eigenständigen soziologischen Theorie des Marktes.
Die Erklärung hinsichtlich der Funktion von Märkten mit dem neoklassischen Marktgleichgewicht der klassischen Ökonomie werden unter anderem von Harrison C. White als unzureichend angesehen. In den Vordergrund seiner Forschung rückt die Untersuchung von Märkten hinsichtlich der Struktur sozialer Beziehungen der Marktakteure zueinander. White differenziert zwei Arten von Märkten, solche, auf denen Akteure die Rollen tauschen (switch role markets), und solche, auf denen die Akteure feste Rollen innehaben (fixed role markets). Letztere Marktform ist laut White in der Ökonomie dominant. Die Marktidentität ist an eine Seite des Marktes gebunden. Der Akteur ist entweder Käufer oder Verkäufer. Somit begründet sich seit Mitte der 1980er Jahre die Neue Wirtschaftssoziologie, die sich insbesondere in der US-amerikanischen Soziologie eine neue Nische schafft. Durch die kritische Abgrenzung zur neoklassischen ökonomischen Theorie etabliert sich innerhalb soziologischer Forschung der auf der Netzwerktheorie beruhende Einbettungsansatz. Der Anspruch dieses Ansatzes lautet, die positive Wirkung sozialer Beziehungen auf wirtschaftliches Handeln auszuarbeiten. Damit löst die neue wirtschaftssoziologische Forschung die seither dominierende neoklassische Argumentationslogik ab und etabliert an dieser Stelle die Vorstellung der strukturalen Soziologie, die mit dem Netzwerkansatz eine analytische Methode zur Untersuchung der Beziehungen zwischen und innerhalb von Akteuren bietet.
Harrison C. White vertritt in seinen Studien die Netzwerktheorie, die davon ausgeht, dass soziale Strukturen, in die Akteure eingebettet sind, signifikante Auswirkungen auf ökonomisches soziales Handeln haben. Er stellt vertrauensbildenden Effekte in den Vordergrund. Als strukturaler Soziologe entwickelt White einen neuen Theorieansatz, der auf der Vorstellung beruht, dass soziale Beziehungen von Menschen und Positionen entscheidend für soziale Prozesse sind. White bricht mit der Ökonomie da diese kein Interesse an konkreten Märkten habe und sich hauptsächlich mit Devisenmärkten im Gegensatz zu Produzentenmärkten beschäftige. Dennoch scheint White beeinflusst durch ökonomische Arbeiten, denn er bezieht sich auf Marshall und verwendet die Signaltheorie. Der Schlüssel zur Theorie des Marktes ist, dass Märkte aus sozialen Beziehungen bestehen, d. h. Märkte reproduzieren sich und stellen sich durch Signale zwischen den Beteiligten her. Produzenten beobachten Produzenten und stellen ihr Handeln reziprok aufeinander ein.
White beschränkt sich in seinem Artikel „Where do Markets come from“ auf die Analyse von Produzentenmärkten (fixed role markets), da er diese als typisch betrachtet und diese in der ökonomischen Industrie typisch seien. In seiner Studie, in der White 12 Unternehmen analysiert kommt er zum Ergebnis, dass sich Märkte nicht durch die Abstimmung von Angebot und Nachfrage strukturieren und stabilisieren, sondern durch die reziproke Beobachtung aller Marktteilnehmer, insbesondere der Produzenten. Sein Modell: W (y) geht von einem Marktplan als zentralem Marktmechanismus aus, der als Erlös (Menge) operationalisiert ist. Dieses Modell, so White, sei realistischer als die Nachfrage-Angebots-Kurve von Marshall (1890).
Das Verhalten der Unternehmen im Markt beobachtet White wie folgt: Unternehmer wissen, wie viel die Produktion kostet und maximieren ihr Einkommen durch das Festlegen einer Produktionsmenge. Sie wissen nicht, wie die Konsumenten das Produkt beurteilen werden, sondern nur, welches Produkt sie zu welchem Preis anbieten können. Wenn die Unternehmen nun recht behalten, ist es möglich, eine Nische für ein Produkt im Markt aufzutun, die Konsumenten dann anerkennen, indem sie bestimmte Mengen zu bestimmten Preisen kaufen. Je nach Struktur ergeben sich 4 Markttypen, paradox, zäh, überfüllt, explosiv.
Der Anspruch des auf den Netzwerkansatz beruhenden Einbettungskonzepts (social embeddedness) lautet, die positive Wirkung sozialer Beziehungen auf wirtschaftliches Handeln herauszuarbeiten. Das soziale Gefüge, in das Akteure eingebettet sind, hat einen starken Einfluss auf ökonomisches Handeln und wirkt sich dadurch auch auf ökonomischen Erfolg aus. Auch Mark Granovetter, ein Schüler Whites, widerlegt die Annahme der klassischen Ökonomie, dass Akteure Entscheidungen unabhängig voneinander treffen. Er nennt dies den „atomisierten Entscheider“. Granovetter postuliert, wirtschaftliches Handeln sei eingebettet in soziale, konkrete und fortdauernde Beziehungsstrukturen. Netzwerke sozialer Beziehungen durchdringen alle Bereiche des wirtschaftlichen Lebens.
Mit dem bahnbrechenden Artikel „Economic Action and Social Structure. The Problem of Embeddedness“ von Mark Granovetter beginnt jedoch in den 1980er Jahren vor allem in den USA, in den 1990er Jahren auch in Deutschland eine intensive Debatte darüber, die Kernprobleme des Wirtschaftens wieder aus der soziologischen Perspektive heraus zu analysieren. Granovetter liefert mit seinem Einbettungskonzept, dass sich auf den Netzwerkansatz stützt, einen wichtigen Beitrag der neuen Wirtschaftssoziologie. Granovetter unterscheidet zwischen unmittelbaren und entfernten Beziehungen. Unmittelbare Beziehungen seien relational und entfernt und dadurch struktural eingebettet. Eine andere Studie Granovetters „Getting a Job: A Study of Contacts and Carreers“ (1974) untersucht, welche sozialen Beziehungen dazu führen, an einen neuen Arbeitsplatz zu gelangen. Das Resultat, international anerkannt und repliziert: „The strength of the weak ties“. Nicht die relationalen Einbettungen verhelfen zu einem neuen Job, sondern die entfernten, strukturalen Beziehungen.
Brian Uzzi führt Granovetters Konzept der Einbettung weiter. Er befindet, dass Unternehmen dazu tendieren, Marktinteraktionen in Marktbeziehungen und enge/spezifische Beziehungen zu unterteilen. Dabei sind Marktbeziehungen weiter verbreitet und weniger wichtig, wobei engere / spezifische Beziehungen wichtig für Vertrauen, Informationsaustausch und Problemlösungsprozesse sind.
Für eine erfolgreiche Geschäftsführung lohne es sich nicht, sich auf Marktbeziehungen allein zu verlassen, jedoch auch nicht ausschließlich der Verlass auf enge / spezifische Beziehungen sei ausreichend. Eine Mischung aus Marktbeziehungen und engen / spezifischen Beziehungen, also ein Gleichgewicht konstituiere erst ein integriertes Netzwerk. Zu viele Marktbeziehungen konstituieren ein untereingebettetes Netzwerk, zu viele spezifische/enge Beziehungen konstituieren ein übereingebettetes Netzwerk.
Auch Wayne E. Baker kritisiert die klassische Ökonomie und nennt die Markttheorie eher implizit als explizit. Märkte seien in der Realität nicht homogen, sondern sozial konstruiert. Auch Baker beschreibt Märkte als Netzwerke.
In seiner Studie untersucht er einen Wertpapiermarkt und stößt dabei auf zwei unterschiedliche Marktnetzwerke: ein kleines, eher dichteres Netzwerk (xyz) und ein größeres, eher differenzierteres Netzwerk (ABC). Bakers Hauptaugenmerk richtet sich auf die Volatilität von Optionspreisen. Er kommt zum Ergebnis, dass ein größeres Netzwerk mehr Volatilität verursacht als ein kleineres.

### Kritikpunkt 1: Begriff des wirtschaftlichen Handelns
Der rational handelnde wirtschaftliche Akteur entscheidet nicht auf Grundlage seiner individuellen Nutzenkalkulation, sondern orientiert sich an seiner sozialen Umgebung.
Mark Granovetter hat herausgearbeitet, dass die Entscheidungen des wirtschaftlichen Akteurs nicht individuell getroffen werden, sondern in spezifische Netzwerke eingebunden sind. Angesichts von überkomplexen Zusammenhängen und systematisch unerreichbaren Informationen orientiert sich der Akteur am Verhalten der Netzwerkkontakte, wo eigene Kalkulationen nicht nur kostspielig, sondern unmöglich sind und die Gefahr, vom Gegenüber „betrogen“ zu werden, kaum beherrschbar ist. Harrison C. White beschreibt, dass Unternehmen nicht in erster Linie den kaum zu erfassenden Kunden, sondern ihre Marktkonkurrenten in ihrer Preis- und Produktionsstrategien beobachten, um die eigene Nische zu finden, in der sie auf wirtschaftliches Überleben hoffen können. Andere Autoren wie Michel Callon weisen auf die Mehrdeutigkeit der Interaktionssituation für die Kaufentscheidung hin. Präferenzen sind häufig nicht individuell und vor dem Kaufprozess gebildet, sondern unterliegen Einflüssen wie Marketingstrategien oder der identitären Bindung bestimmter sozialer Gruppen an bestimmte Produkte. Paul DiMaggio und andere Autoren betonen zudem die Bedeutung von Emotionen für wirtschaftlich effizientes Handeln: Dort, wo eine Kalkulation viel zu teuer und langwierig wäre, oder gar nicht erreichbar ist, helfen positive Gefühle bei der Überwindung von Bedenken, etwa in der gefährlichen Interaktion am Kapitalmarkt, die durch bestimmte soziale Settings erzeugt werden können.

### Kritikpunkt 2: Die Stabilität von Märkten
Märkte tendieren nur unter bestimmten nicht-marktlichen Voraussetzungen ins Gleichgewicht und bilden stabile Ordnungen aus.
Der wichtigste Angriff auf die Gleichgewichtsannahmen der Neoklassik liegt in dem Argument, dass Erwartungswerte von Nutzengewinnen für wirtschaftliche Akteure nicht kalkulierbar sind. Selbst unter Aufwendung der kompliziertesten mathematischen Berechnungen gelingt es in vielen wirtschaftlichen Zusammenhängen nicht, die Wahrscheinlichkeiten verschiedener Auswirkungen zu bewerten. Jens Beckert spricht im Unterschied zum kalkulierbaren Risiko von einer fundamentalen Unsicherheit, in der es nicht einmal möglich ist, die Wahrscheinlichkeiten für bestimmte Ereignisse rational abzuschätzen. Die marginalistische Argumentation der Neoklassik braucht jedoch die Annahme der perfekten Information oder zumindest der Kalkulierbarkeit von Informationskosten, da nur so zu erklären ist, warum sich Gleichgewichtsstrategien herausbilden können. Ohne diese Kalkulierbarkeit kehrt das Hobbessche Ordnungsproblem zurück, das schon die soziologischen Klassiker für die Frage des Kapitalismus beschäftigte. Die Ökonomie selbst antwortet auf dieses Problem in der Institutionenökonomik, etwa bei Douglass North d. h. Effizienz- und Stabilitätsprobleme werden mit der Etablierung von Institutionen überwunden, die die Akteure auf den effizienten Weg zwingen, bzw. die entsprechenden Anreize setzen. Dagegen lässt sich aber einwenden, dass Institutionen zumeist nicht dort entstehen, wo sie effizient wären, im Gegenteil, sie können sehr ineffizient sein. Versteht man Institutionen dagegen nicht funktionalistisch, sondern sieht sie als historisch gewachsene soziale Ordnungselemente, lässt sich auch erklären, dass Akteure Institutionen häufig folgen, obwohl eine ökonomische Nutzenkalkulation Abweichung nahelegen würde: Normen, Routinen, Kultur oder auch Machtstrukturen können die Koordination wirtschaftlichen Handelns ermöglichen, die zwar nicht unbedingt effizient ist, aber stabile Orientierungen und Erwartungen bzw. Erwartungserwartungen für die wirtschaftliche Interaktion anbietet. So entfernt sich das Marktergebnis systematisch von dem, was eine hyperrationale Berechnung unter der Annahme perfekter Information voraussagen würde, ohne dass dies mangelnder Rationalität geschuldet wäre: Intentional rationale Akteure (Beckert) müssen mit ihrer Unsicherheit umgehen, und dabei helfen ihnen gesellschaftliche Strukturen aus den verschiedensten nicht-ökonomischen Bereichen. So entsteht eine Marktordnung, die stabiles Wirtschaften erlaubt, ohne dass sie jemals vollständig aus individuellen Nutzenerwägungen erklärbar wäre.

### Kritikpunkt 3: Die Entstehung von Märkten
Ökonomische Rationalität und Märkte entspringen nicht der spontanen Ordnung nutzenkalkulierender Individuen, sondern sind sozial, politisch und kulturell erzeugt.
Organisationssoziologen wie Neil Fligstein, Frank Dobbin, Paul DiMaggio, aber auch Politökonomen wie Peter Hall und David Soskice haben herausgearbeitet, dass die Bildung von Märkten bzw. die Ausbildung bestimmten Markthandelns nicht spontan ist, sondern zumeist unter starker Beteiligung staatlicher Strukturen stattfindet. Unternehmen und Organisationen am Markt bemühen sich darum, die staatlichen und gesellschaftlichen Regulierungen des Marktes zu ihren Gunsten umzugestalten und der Markt ist somit nicht nur ein Ort des Austauschs, sondern auch des politischen Kampfes. Viviana Zelizer hat gezeigt, dass die Entstehung von Lebensversicherungsmärkten nicht aufgrund der Profitabilität dieses neuen Produktes möglich wurde, sondern erst nach einer Neudefinition der Bedeutung von Sterben und der Vorsorge für die Angehörigen als eine wichtige moralische Pflicht. Märkte können demnach nur dort entstehen, wo Staat oder kulturelle Traditionen ökonomische Strategien erlauben bzw. „denkbar“ machen. In ähnlicher Weise beschreiben Lynne G. Zucker oder Guido Möllering die Bedeutung von Vertrauen zwischen Produzenten, Konsumenten oder Finanzgebern für einen stabilen Ablauf wirtschaftlicher Prozesse.
In den letzten Jahren haben wichtige Studien des Kapitalmarktes, wie etwa die Arbeiten von Donald MacKenzie, Michel Callon oder Frank Dobbin, diese Einsicht noch radikalisiert, indem sie darauf hingewiesen haben, dass wirtschaftliche Akteure das rationale Handeln im Sinne der ökonomischen Modelle häufig durch den Einfluss der Wirtschaftstheorie selbst erst erlernen (Performativitätsthese). Die rationalen Gleichgewichtsmodelle der Wirtschaftstheorie wirken durch Beratungen und Ausbildung in die wirtschaftlichen Geschehnisse selbst hinein und erzeugen so das Verhalten, das sie erklären sollen, überhaupt erst. Studien zeigen, dass Absolventen der Wirtschaftswissenschaften viel stärker nach den Vorhersagen der wirtschaftstheoretischen Modelle handeln als andere Menschen. Studien zeigen zudem, dass am Kapitalmarkt die Formeln der Wirtschaftstheorie häufig den Akteuren als Handlungsorientierung dienen, angesichts der wachsenden Komplexität und Unsicherheit.

## Zentrales Argument der Neuen Wirtschaftssoziologie
Das verbindende Ziel aller Wirtschaftssoziologen besteht darin, wirtschaftliche Phänomene wie andere soziale Phänomene empirisch zu erforschen und die Frage nach der Stabilität der sozialen Ordnung auch für Märkte, Unternehmen und Wirtschaftsräume zu stellen. Zugleich wird der Homo oeconomicus als Handlungstyp nicht paradigmatisch vorausgesetzt, sondern wirtschaftliches Handeln ist eine Form des sozialen Handelns, das sich an Werten, Normen, Institutionen und sozialen Identitäten orientiert und nur unter ganz bestimmten strukturellen Voraussetzungen die von der Wirtschaftstheorie axiomatisch gesetzte Form annehmen kann.
Als gemeinsamer Bezugspunkt dafür hat sich das Stichwort der „Einbettung“ durchgesetzt. Ziel der Wirtschaftssoziologie als Gesellschaftstheorie ist es indessen nicht, die „Bedingungen der Effizienz“ zu benennen, sondern die Durchsetzung der spezifischen Rationalität der kapitalistischen Moderne als permanenten Umbau der Gesellschaft in Richtung einer reinen Marktgesellschaft zu beschreiben, die notwendigerweise daran scheitern muss, dass Markthandeln nie ohne nicht-marktliche Voraussetzungen denkbar ist und eine vollständige Durchsetzung enorme Instabilität und permanente Krisen erzeugen würde. Insofern ist die neue Wirtschaftssoziologie eng verbunden mit Karl Polanyi.
Zugleich aber wird die Einsicht der klassischen Soziologen beibehalten, dass die historische Entwicklung der kapitalistischen Marktgesellschaft nicht als wachsende Durchsetzung anthropologisch gegebener ökonomischer Rationalität zu sehen ist, sondern die Analyse von einem historisch offenen Handlungsbegriff ausgehen muss. Der Homo oeconomicus ist gerade dort, wo er sich in Reinheit zeigt, gesellschaftlich enorm voraussetzungsvoll und bezeichnet nur einen von vielen möglichen Rationalisierungspfaden, die auf den sie umgebenden politischen, sozialen und kulturellen Bedingungen basieren und sich mit diesen permanent verändern. Die moderne Marktgesellschaft ist als soziale Ordnung zu sehen, die nicht das Ergebnis der ökonomischen Rationalität von Akteuren ist, sondern die moderne ökonomische Rationalität ist das Ergebnis der gesellschaftlichen Durchsetzung bestimmter Werte, Normen und internalisierter Handlungsdispositionen, die keineswegs alternativlos oder auch nur dauerhaft determiniert ist.

## Systemtheoretische Wirtschaftssoziologie
Im Kontrast zu Wirtschaftssoziologien, die den Begriff „sozial“ zweck- oder wertrational bzw. affektiv oder traditional verwenden oder auch von der Wirtschaft die Erfüllung „sozialer“ Aufgaben verlangen, steht der systemtheoretische Ansatz von Niklas Luhmann. Er richtet an „die Wirtschaft“ keine Kritik, sondern basiert seine weitgehend wertfreie Analyse auf einer Theorie des Geldes als Kommunikationsmedium. In „Die Wirtschaft der Gesellschaft“ (1988) beschreibt Luhmann die soziale und ökonomische Ebene separat, berücksichtigt aber Wechselbeziehungen. Im Unterschied zu Max Weber, der dem Wirtschaftssystem eine übergeordnete Funktion zuschreibt, reiht Luhmann es gleichbedeutend zu anderen gesellschaftlichen Funktionssystemen der soziologischen Systemtheorie ein.
Nach Luhmann sind wirtschaftliche Vorgänge nur solche, denen Zahlungen zugeordnet werden können. Geld sei das durch Sozialisation symbolisch generalisierte Kommunikationsmedium, die binäre Codierung der Wirtschaft 'zahlen/nicht zahlen'. Hinsichtlich dieses Mediums ist die Wirtschaft ein geschlossenes Funktions- und ebenso Teilsystem; eine Kommunikation mit der Umwelt findet nur insofern statt, als die Wirtschaft und ihre Umwelt strukturell miteinander gekoppelt sind, von Luhmann Interpenetration genannt. Die Systeme folgen zwar ihrer autopoietischen, selbstreferentiellen Eigenenlogik, bedingen sich jedoch auch gegenseitig.

## Wirtschaftssoziologie in Deutschland
In der deutschen akademischen Landschaft hat das Gebiet der Wirtschaftssoziologie, nach 1945 noch von zahlreichen Wissenschaftlern gepflegt (etwa von Helmut Schelsky, Burkart Lutz, Friedrich Fürstenberg), immer weniger Vertreter gefunden, da das Fach „Soziologie“ aus den Wirtschafts- und Sozialwissenschaftlichen in die Philosophischen Fakultäten eingegliedert wurde. Es fehlten ihr alsbald die früher häufig auch volks- und betriebswirtschaftlich ausgebildeten Fachvertreter.
Nach einer auch dadurch bedingten verzögerten Rezeption der amerikanischen „Neuen Wirtschaftssoziologie“ (Granovetter) hat das Fach seit Ende der 1990er Jahre in Deutschland wieder an Aufmerksamkeit gewonnen. Wichtige, aber international wenig rezipierte neuere Beiträge zur Wirtschaftssoziologie haben u. a. Dirk Baecker, Jens Beckert, Hanno Pahl, Steffen Roth, Johannes Berger, Norman Braun, Christoph Deutschmann, Kai-Uwe Hellmann, Susanne Lütz, Andrea Maurer, Sophie Mützel, Jörg Rössel und Michael Schmid geliefert. Institutionelle Schwerpunkte der deutschen Wirtschaftssoziologie ist das Max-Planck-Institut für Gesellschaftsforschung in Köln mit seinem Forschungsbereich „Soziologie des Marktes“ sowie die Universitäten München, Hamburg, und Erfurt.

## Diskurs über Wirtschaftssoziologie
Viele der von der Wirtschaftssoziologie vorgebrachten Einwände werden heute auch von Wirtschaftswissenschaftlern aufgenommen und bearbeitet: Die Behavioral Economics erforschen die Grenzen der individuellen ökonomischen Rationalität und die Institutionenökonomik bezieht die Bedeutung von Ordnungselementen für das Funktionieren der Märkte zunehmend mit ein. Auch im Bereich der Netzwerkökonomik wurden in den letzten Jahrzehnten Fortschritte vermeldet.
Aus Sicht der Wirtschaftswissenschaft liegt der besondere Blickwinkel der Wirtschaftssoziologie darin begründet, dass gesellschaftliche Strukturen in ihrer sprachlichen, politischen und/oder normativen Eigenlogik in die Entwicklung der Erklärungsmodelle einbezogen werden. Die Logik eines solchen sozialen Interessenbegriffs lässt sich nicht auf individuelle Nutzenbegriffe herunterbrechen, da Werte und institutionelle Ordnungen sich nicht mithilfe der formalen Logik der Mathematik abbilden lassen, sondern historisch gewachsen und logisch widersprüchlich sein können. Wirtschaftswissenschaftler verlassen jedoch den Boden jener formalen Logik i. a. nur selten, die sie als mit Normativität fundierten Gegensatz zur Logik der Soziologie verstehen. Normativität wiederum ist nicht Eigenschaft, sondern zusammen mit der Analyse wirtschaftlicher Dogmenlehren auch einer der Forschungsgegenstände der modernen Wirtschaftssoziologie.

### Einführungen, Gesamtdarstellungen
- Jens Beckert und Milan Zafirovski (Hrsg.): International Encyclopedia of Economic Sociology. London 2005.
- Mark Granovetter und Richard Swedberg (Hrsg.): The Sociology of Economic Life, Westview Press, 2. Auflage 2001, ISBN 0-8133-9764-2.
- Maria Funder: Soziologie der Wirtschaft. Eine Einführung. Oldenbourg, München 2011.
- Reinhold Hedtke: Wirtschaftssoziologie. Eine Einführung. UVK/UTB, Konstanz 2014.
- Niklas Luhmann: Die Wirtschaft der Gesellschaft. Suhrkamp, Frankfurt am Main 1988, ISBN 3-518-28752-4.
- Andrea Maurer (Hrsg.): Handbuch der Wirtschaftssoziologie. Springer VS Verlag, Wiesbaden 2017.
- Andrea Maurer und Gertraude Mikl-Horke: Wirtschaftssoziologie, UTB: nomos 2015.
- Gertraude Mikl-Horke: Sozialwissenschaftliche Perspektiven der Wirtschaft. Oldenbourg, München 2008.
- Johann Schülein/Gertraude Mikl-Horke/Ruth Simsa: Wirtschaftssoziologie, UTB: WUV 2009, ISBN 978-3-8252-3228-3.
- Neil J. Smelser und Richard Swedberg (Hrsg.): The Handbook of Economic Sociology. 2. Auflage. Princeton 2005.
- Richard Swedberg: Principles of Economic Sociology. Princeton University Press, Princeton 2003. Deutsche Ausgabe: Grundlagen der Wirtschaftssoziologie, hrsg. und eingeleitet von Andrea Maurer. VS Verlag, Wiesbaden 2009.

### Werke der klassischen Wirtschaftssoziologie
- Fritz Karl Mann: Finanztheorie und Finanzsoziologie. Vandenhoeck & Ruprecht, Göttingen 1959.
- Talcott Parsons, Smelser, Neil J.: Economy and Society. A study in the integration of economic and social theory. Routledge, London 1984.
- Neil J. Smelser und Richard Swedberg: The Handbook of Economic Sociology. Princeton University Press, Princeton 1994.
- Karl Polanyi: The Great Transformation. Politische und ökonomische Ursprünge von Gesellschaften und Wirtschaftssystemen. Europa, Wien 1977.
- Joseph Schumpeter: Capitalism, Socialism and Democracy. 1942 (dt.: Kapitalismus, Sozialismus und Demokratie. 1946, ISBN 3-8252-0172-4.)
- Max Weber: Wirtschaft und Gesellschaft. Grundriss der Verstehenden Soziologie. Mohr, Tübingen 1922.
- Anton Burghardt: Finanzsoziologie, Europaverlag, Wien, München, Zürich 1979, ISBN 3-203-50690-4.

### Neuere Beiträge
- Jens Beckert: Grenzen des Marktes. Die sozialen Grundlagen wirtschaftlicher Effizienz. Campus, Frankfurt am Main 1997.
- Jens Beckert, Christoph Deutschmann (Hrsg.): Wirtschaftssoziologie. Kölner Zeitschrift für Soziologie und Sozialpsychologie, Sonderheft 49/2009. Wiesbaden: VS-Verlag für Sozialwissenschaften, 2009. ISBN 978-3-531-15726-9.
- Johannes Berger: Der diskrete Charme des Marktes. Zur sozialen Problematik der Marktwirtschaft. VS-Verlag, Wiesbaden 2009.
- Neil Fligstein: The Architecture of Markets. An Economic Sociology of Twenty-First-Century Capitalist Societies. Princeton University Press, Princeton/Oxford 2001.
- Maria Funder: Soziologie der Wirtschaft. Oldenbourg Verlag, München 2011.
- Andrea Maurer, Uwe Schimank (Hrsg.): Die Gesellschaft der Unternehmen – Die Unternehmen der Gesellschaft. VS, Wiesbaden 2008.
- Andrea Maurer: Social Embeddedness Viewed from an Institutional Perspective. In: Polish Sociological Review 4/180, 2012, S. 475–496.
- Dieter Prokop: Kritische Soziologie der Wirtschaft. Wie Oligopol-Konzerne, Machtkomplexe und Zocker-Banken die Gefühle der Menschen vermarkten und deren Verstand ausschließen. Tectum Verlag, Marburg 2013.